# Down Under

Down Under = Austrálie
na mapě světa

Termín Down Under nebo také Land Down Under je výraz rozšířený po celém světě[zdroj⁠?!] a znamená Austrálie. Pojmenování „Land Down Under“, česky „Země tam dole“ poukazuje na fakt, že na rozdíl od Afriky nebo Jižní Ameriky leží celá Austrálie na jižní polokouli. Navíc jsou mapy světa většinou orientovány severem nahoru a Austrálie je tedy zobrazována dole.
Vytrvalost, s jakou média tento termín používají (a je považováno za vtipné a přátelské označení Austrálie), vedla k tomu, že se pojem „down under“ stal ve světě běžným. 
Píseň „Down Under“ je považována Australany za vlasteneckou a nic na tom nezměnil její název ani to, že Colin Hay, který ji napsal, je Skot. 
Nejslavnější australský šampión v boxu, Kostya Tszyu, byl také přezdíván „The Thunder From Down Under“ („Bouře z Austrálie“).